# 克魯茲·赫南德茲
克魯茲·赫南德茲（Cruz Hernández、1878年5月3日—2007年3月8日），為薩爾瓦多未經證實的超級人瑞。
赫南德茲於2006年5月聲稱自己於1878年5月3日出生在薩爾瓦多聖維森特聖賽巴斯坦。她在多若斯迪亞天主教會受洗，但她沒有出生或洗禮證書。她生了13個孩子。
在她生命的最後幾年，她的狀態仍然很好。 在她吃飯和睡覺後，赫南德茲於2007年3月8日在睡夢中去世。她自稱年齡為128歲。 在死亡時，她有60個孫兒女，80個曾孫和25個玄孫。